# إيرجان ماميروف
إيرجان ماميروف مفتي عام كازاخستان

## حياته
ولد في 16 ديسمبر عام 1972 ميلادية في مدينة آلماتي Almaty.

## دراسته وأنشطته
- في عام 1990 تخرج من الثانوية العامة في قرية غاني مرادباييف مديرية ماقانشي محافظة شرق كازاخستان.
- في أعوام 1991-1992 أدى خدمته الوطنية العسكرية.
- في عام 1993 سافر إلى مصر للحصول على التعليم من جامعة الأزهر.
- في عام 2006 تخرج من كلية الشريعة الإسلامية بالقاهرة.
- في غضون أعوام 2006-2008 شارك الدورات التدريبية في دار الإفتاء المصرية.
- بعد عودته إلى وطنه في عام 2008 عين إمامًا لمسجد دولان باي في مدينة سيمي Semei.
- في عام 2011 عين إمامًا وكيلًا للإدارة الدينية لمسلمي كازاخستان في محافطة سيمي Semei.
- في 19 فبراير عام 2013 في المؤتمر السابع لمسلمي كازاخستان انتُخب مفتيًا عامًّا للإدارة الدينية لمسلمي كازاخستان.
- بدأ الشيخ بتعلم مبادئ الإسلام على يدي جده وجدته حيث كانا يواظبان على الصلوات الخمس والصيام ويحافظون على هويتهم الإسلامية في ظل هيمنة الشيوعية. لما كان أبواه مدرسين في المعهد الثانوي.
- بعد أداء الخدمة العسكرية سافر إلى مصر للحصول على التعليم الإسلامي الذي كان حلمًا لأجداده، فالتحق بمعهد الدراسات الخاصة التابع لجامعة الأزهر.
- أتم دراسته الإعدادية والثانوية، والتحق بكلية الشريعة الإسلامية بالقاهرة، فتخرج منها في عام 2006م.
- بعد التخرج من الجامعة شارك في الدورات التدريبية لدى دار الإفتاء المصرية واستفاد منها استفادة كبيرةً وحصل على شهادته.
- بعد رجوعه إلى كازاخستان عمل في مجال الدعوة حيث عين إمامًا خطيبًا في مدينة سيمي في شرق كازاخستان.
- أَخذ في التدريس والتعليم والإفتاء واشتهر علمه وبعُد صيته وشاعت فَتَاوَاهُ بين الْجماعات المسلمة ووردت إِلَيْهِ الأسئلة من كل جانب حتى عين إمامًا وكيلًا يعني قاضيًا لمحافظته.
- تم ترشيحه لشغل منصب المفتي العام لجمهورية كازاخستان من أعضاء مجلس الشورى للإدارة الدينية لمسلمي كازاخستان.
- حصل على الماجستير في الفقه من جامعة نور- مبارك المصرية في كازاخستان.

## مؤلفات
- الإسلام والعرف القازاقي
- شرح العقيدة الطحاوية
- الفتاوى
- الدين الإسلامي مصدر الحكمة
- أحكام الجنائز
- الخطب المنبرية